# Stanisław Cieślak (muzyk)
Stanisław Cieślak (ur. 30 października 1943 w Zduńskiej Woli, zm. 18 grudnia 2024 w Sztokholmie) – polski puzonista i pianista jazzowy.
Niegdyś stawiany przez europejskich krytyków na równi z Albertem Mangelsdorffem, Eje Thelinem i Paulem Rutherfordem, którzy zauważyli, że jest on puzonistą bardziej niż oni uniwersalnym, ponieważ z równą swobodą gra klasykę, jazz nowoczesny, dixieland i muzykę pop.

## Życiorys
Swoją muzyczną przygodę z jazzem rozpoczął jako puzonista i pianista (grał m.in. w zespole Tiger Rag) w czasach nauki w Liceum Muzycznym w Łodzi. Tam poznał Michała Urbaniaka i Zbigniewa Namysłowskiego. Absolwent Państwowej Wyższej Szkoły Muzycznej w Warszawie. Grał wówczas m.in. w zespole Fistulatores et Tubicinatores Varsovienses, a po przeprowadzce na Wybrzeże został członkiem formacji Jazz Players, przewinął się też przez kolejny skład grupy Flamingo oraz Big Band Jana Tomaszewskiego. W tym okresie współpracował również z Markiem Tarnowskim, Włodzimierzem Nahornym i Andrzejem Przybielskim. W Gdańsku wraz z członkami kwartetu Ryszarda Kruzy założył formację Soul Brothers, z którą po raz pierwszy pojechał na wrocławski festiwal Jazz nad Odrą, gdzie został uznany za najlepszego instrumentalistę konkursu (1966). W roku 1967 pod tym samym szyldem, ale grając w trio i w innym składzie, zdobył II nagrodę konkursu jazzowego w Zurychu. W 1969 roku koncertował z grupą perkusisty Władysława Jagiełły w Szwecji. W skład zespołu wchodzili ponadto: Zbigniew Namysłowski oraz dwaj byli członkowie zespołu Polanie – Piotr Puławski i Wiesław Bernolak. Nie utrzymał się on jednak zbyt długo, ponieważ Namysłowski przeszedł do grupy Czesława Niemena Niemen Enigmatic, zaś Puławski wyjechał do Niemiec, a puzonista przez rok grał w szwedzkim zespole Interpals, w którym grał też Leszek Dudziak, pierwszy perkusista Krzysztofa Komedy. Pod koniec 1969 roku ze względu na kończącą się ważność paszportu, którego Pagart nie chciał przedłużyć, muzyk zmuszony był do powrotu do kraju. Na początku 1970 roku włączył się w wir życia stołecznego środowiska muzycznego. Współpracował z: Big Bandem „Stodoła”, z Orkiestrą Polskiego Radia i Telewizji Studio S1 pod dyr. Andrzeja Trzaskowskiego, ze Studiem Jazzowym Polskiego Radia pod kier. Jana „Ptaszyna” Wróblewskiego, a także z Ewą Bem, Novi Singers, Bemibemem oraz z zespołami: Janusza Muniaka, Zbigniewa Namysłowskiego (w 1972 wziął udział w nagraniu albumu saksofonisty pt. Winobranie, który od momentu wydania uznawany jest za jedną z najważniejszych płyt w historii polskiego jazzu) i Tomasza Stańki.
W 1976 roku wyjechał na stałe w Szwecji (mieszkał w Sztokholmie), gdzie został rezydentem w nieistniejącym już klubie Bolaget i grał wyłącznie własną autorską muzykę. Od tego momentu współpracował z muzykami tej klasy co: Cornelis Vreeswijk, Bernt Rosengren, Per Henrik Wallin, Svente Thuresson i Emil Iwring, zaś w miejscowości Storlien zagrał dla szwedzkiej pary królewskiej. 
W wywiadzie dla Nowej Gazety Polskiej, który ukazał się 1 listopada 2020 roku, wyjawił, że przygotowuje się do nagrania solowej, autorskiej płyty, która miałaby się nazywać Stanisław Cieślak and Friends.

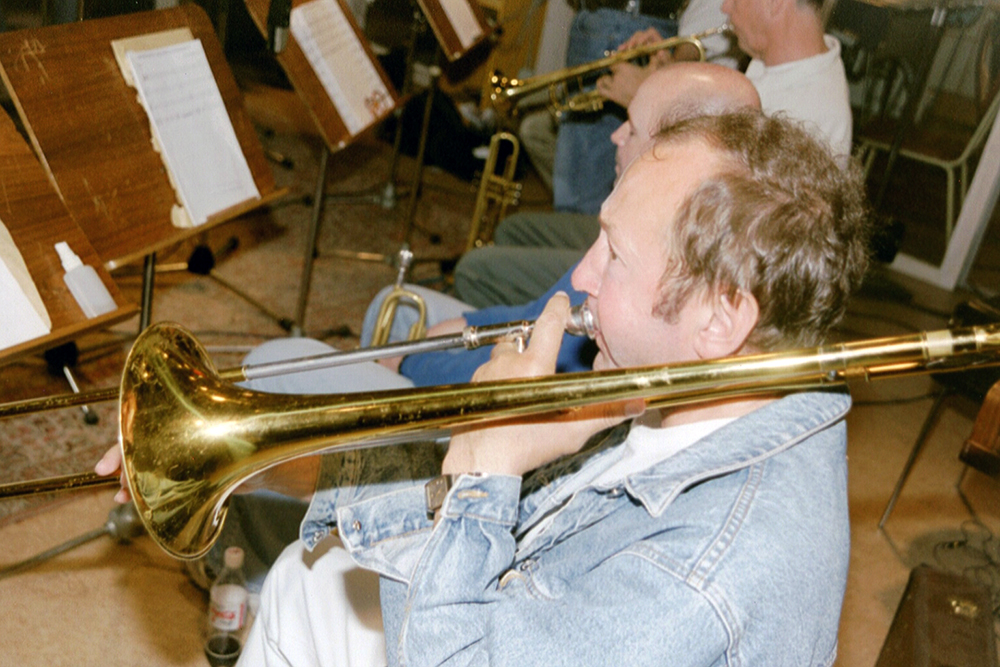
Stanisław Cieślak w czasie sesji nagraniowej płyty Tiveden w Sztokholmie 2002

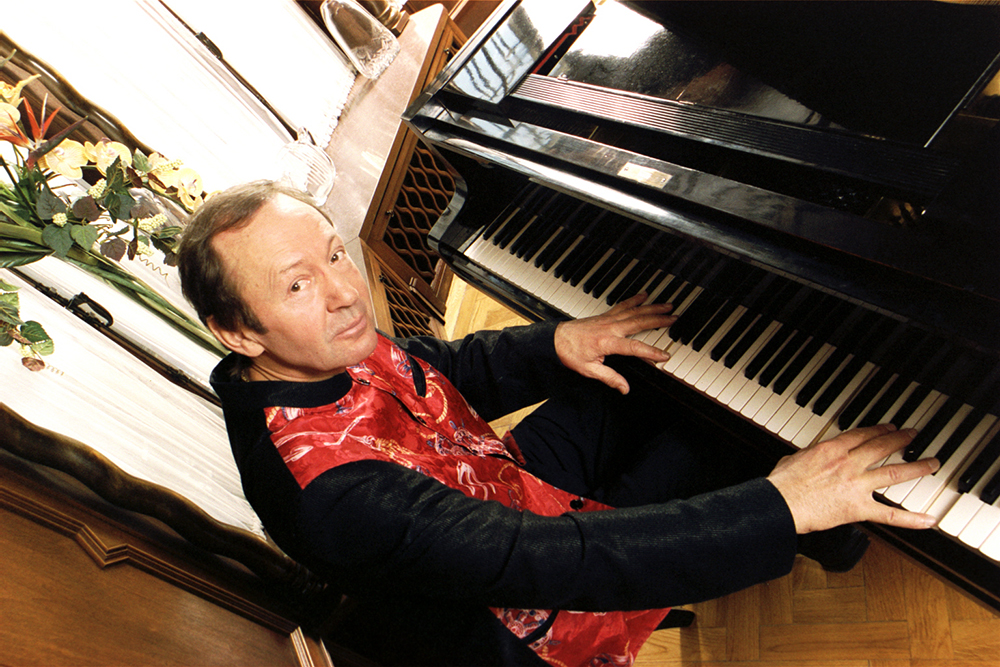
Stanisław Cieślak grający na fortepianie w Sztokholmie 2001